# Schloss Weyer (Kematen an der Krems)

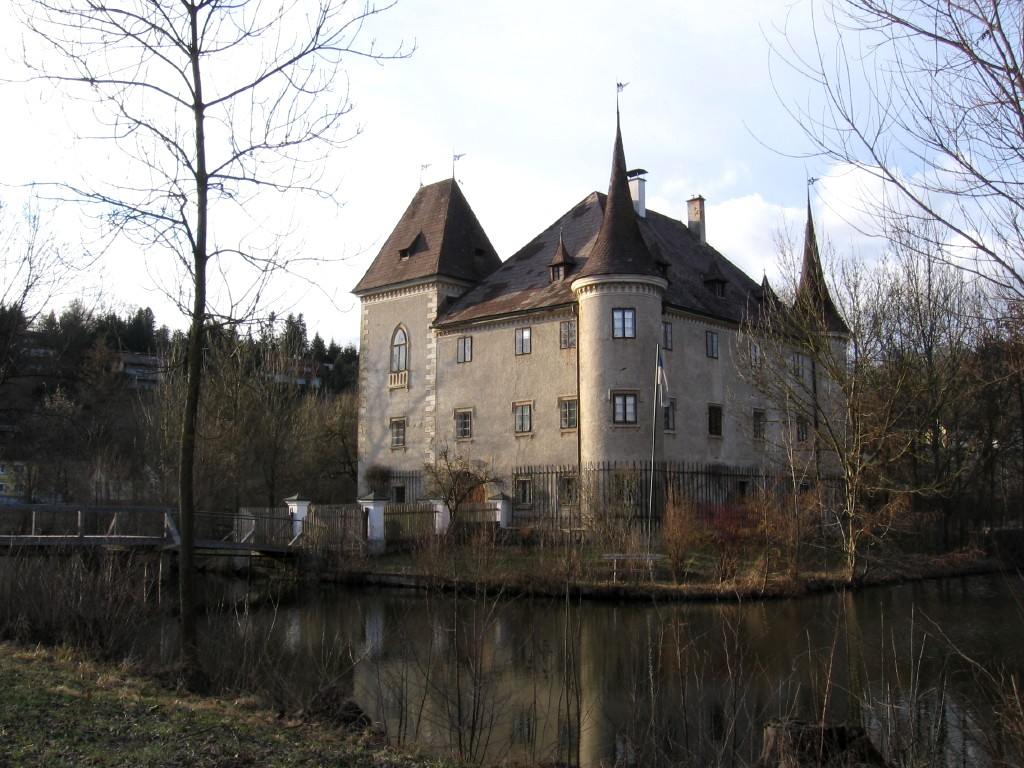
Schloss Weyer (2006)

Das Schloss Weyer ist ein Wasserschloss in der Gemeinde Kematen an der Krems im Bezirk Linz-Land.

## Geschichte
Die ersten Erwähnungen des Schlosses gehen wahrscheinlich bis auf Karl den Großen zurück, der 791 und 802 eine Schenkung von  Herzog Tassilo III. 777 an das Stift Kremsmünster bestätigt: Erwähnt ist die Gegend luibilinpach, eine Feste (wohl Burg Leombach) und der Sitz Weyer.
Das Schloss war ursprünglich ein Klostergut (Zehenthof) von Stift Kremsmünster, das 1299 im Klosterurbar erstmals urkundlich erwähnt wird. 

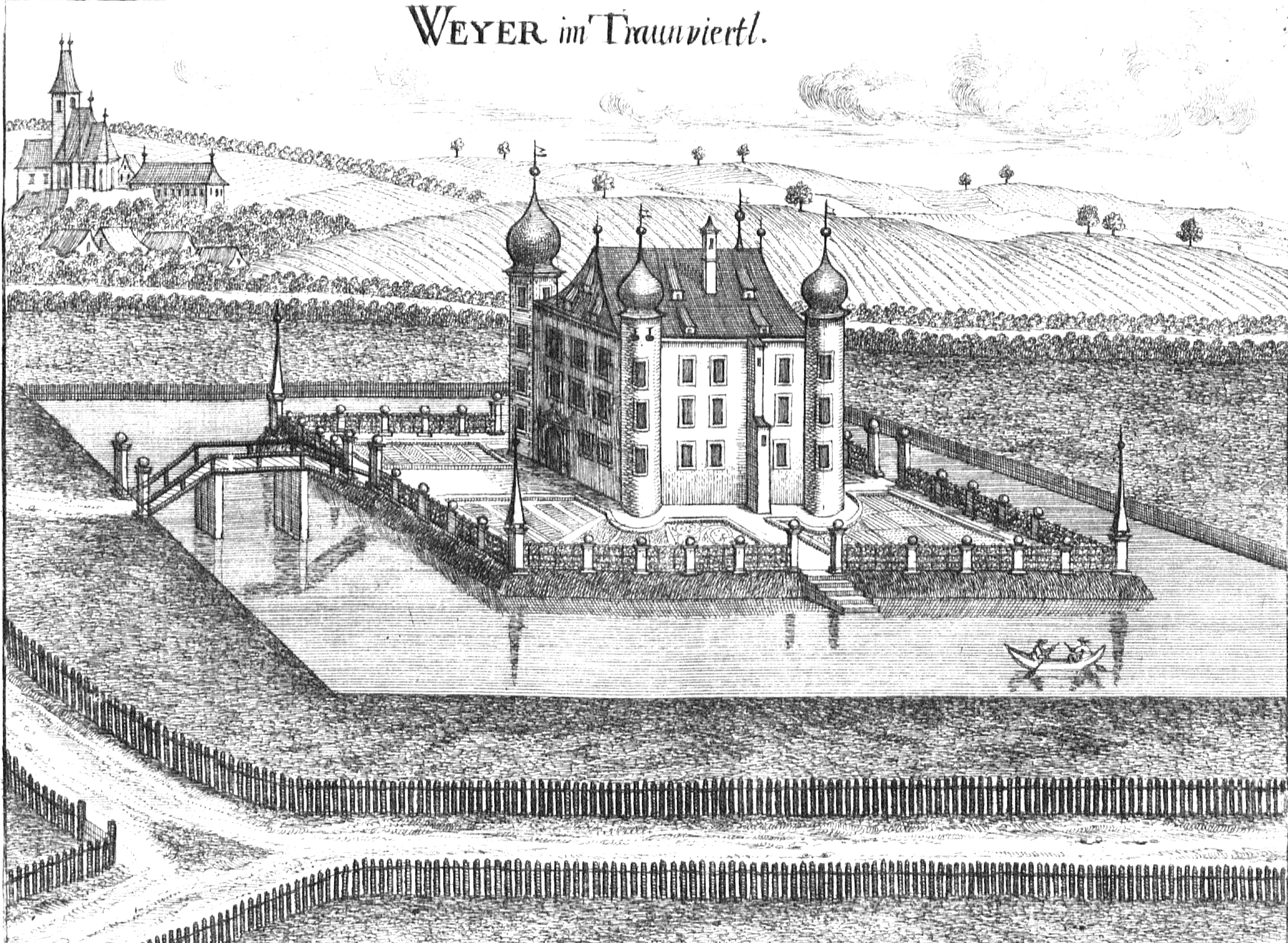
Schloss Weyer nach einem Stich von Georg Matthäus Vischer von 1674

1319 gab das Stift den Hof als Lehen an Heinrich Raidt. 1500 war Hans Raidt Besitzer des damals vermutlich bereits bestehenden Wasserschlosses; auf ihn folgte sein Sohn Otto. Der Enkel Ulrich Raidt verkaufte 1557 Weyer mit dem bei Roitham gelegenen Schloss Au an der Traun an Balthasar Wiellinger. Christoph Wiellinger von Au und Hinterndobl verkaufte Weyer an den Steyrer Bürger Georg Fenzl († 1593). Sein Neffe Hans Fenzl ist durch die Heirat mit Potentia Händl von Ramersdorf auch Besitzer des Schlosses Piberbach geworden. Beide Besitzungen sind zu einem Fideikommiss miteinander vereinigt worden, so dass beide Besitztümer zeitweise ihre Geschichte teilten. Die vereinigte Herrschaft gelangte als Hochzeitsgut an den Grafen Siegmund Ka(t)zianer. Maria Beate Gräfin Kazianer heiratete 1707 Siegmund Hager von Allentsteig und St. Veit, der somit beide Besitztümer übernahm. Nach seinem Tod 1768 wurde Piberbach mit Weyer an Leopold Freiherr von Eiselsberg  (Eyselsberg) verkauft. Bereits 1769 kaufte das Stift Kremsmünster wieder die Herrschaft Weyer, die aber 1811 an den Landesfürsten abgetreten werden musste.
1812 erwarb der 1844 geadelte Linzer Großkaufmann und Bankier Franz Planck von Planckburg (1722–1844) das Schloss Weyer aus den  Religionsfondsgütern. Das von seinem Schwiegervater geerbte Bankhaus Scheibenpogens Eidam ging 1869 in der neugegründeten Oberbank AG (heute: Bank für Oberösterreich und Salzburg) auf. Nach seinem Tod gelangte der Besitz an seinen Sohn Karl (1802–1868) und dann an dessen Tochter Henriette (1847–1922), die das Schloss ihrem Neffen Karl Planck (1869–1945) vermachte. Nach dessen Tod folgten seine Neffen Robert (* 1907) und Kurt (* 1911) als jeweils hälftige Besitzer. Weyer blieb also lange Zeit im Besitz der Planck von Planckburg. Die letzten Besitzer aus der Familie Planck waren Alexander und Marion Planck, die das Schloss als Wohnung, Sitz ihrer Forstwirtschaft und als Architektur- und Raumplanungsbüro nutzten.

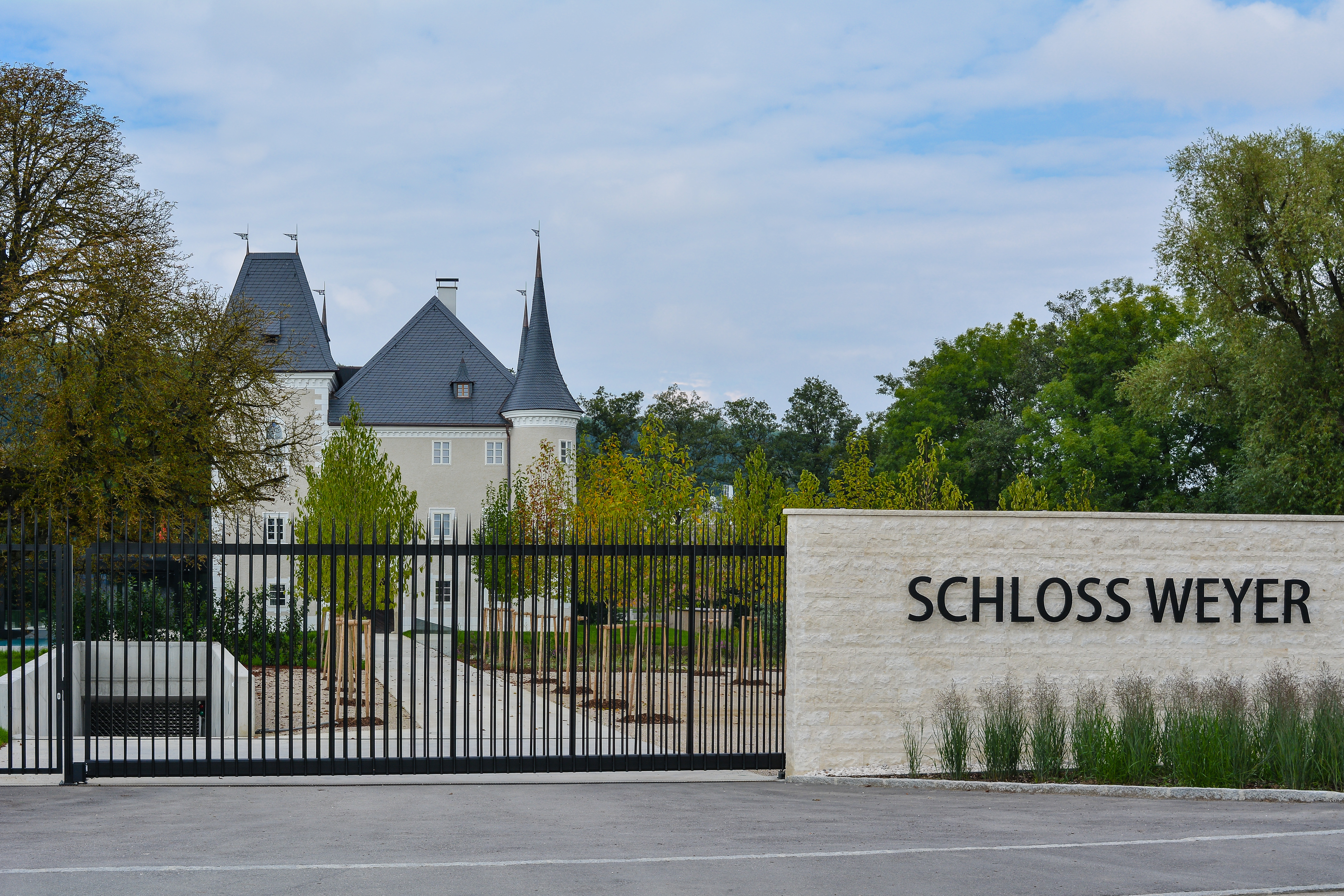
Nach der Renovierung 2014

2010 wurde das Schloss von Franz Ömer, dem Gründer und Leiter der Unternehmensgruppe bet-at-home, gekauft. Seit 2012 wird die Anlage einer kostspieligen Totalrenovierung unterzogen. Zu diesem Zweck ist auch der Teich großteils abgelassen und ein Betonbau mit Tiefgarage und Kellerräumen ist in den Teich eingebracht worden. Die Fassade und die Innenräume wurden komplett erneuert, dazu kam ein moderner Glas-Zubau im Nordosten des Schlosses. Das Gelände ist nunmehr durch eine mit Natursteinen versehene Mauer umgrenzt, so dass Einblicke begrenzt möglich sind. Weiters wurde in der Nähe ein Bio-Heizwerk errichtet, das die Versorgung des Schlosses ermöglicht. Teich und Schlosspark werden ebenfalls saniert.

## Beschreibung
Bis vor kurzem war das Schloss auf einer durch Piloten verstärkten Insel in einem von Bäumen beschatteten Teich gelegen, der von einem Nebenarm der Krems gespeist wird. Der Schlossbau ist dreigeschoßig und mit vier Türmen versehen. Drei davon sind aus dem Mauerwerk vorragende Rundtürme mit spitzen Turmhauben. An der Eingangsseite befindet sich links ein vierter, aus dem Mauerwerk herausspringender, viereckiger Turm mit einem Steildach. Unter dessen Putz sind Sgraffitoquaderungen zu erkennen. Bislang führte eine Holzbrücke zu dem Schloss. Dahinter befindet sich als Eingangshalle ein gewölbter Mittelflur. Rechts davon ist ein Einsäulenraum mit Kreuzrippengewölbe und einer steinernen Mittelsäule. Zwei Räume im ersten Stock besitzen noch die originalen Balkendecken. 1871 erfolgte eine neugotische Umgestaltung der Fassade mit einheitlichem Rieselputz (Rauputz mit grobem, rundem Korn). Das zweite Obergeschoß wurde im 19. Jahrhundert ebenfalls renoviert.